# Coupe des Pays-Bas de football 1899-1900
Navigation
Coupe des Pays-Bas 1898-1899 Coupe des Pays-Bas 1900-1901
La Coupe des Pays-Bas de football 1899-1900, nommée la KNVB Beker, est la 2e édition de la Coupe des Pays-Bas.

## Déroulement de la compétition
Tous les tours se jouent en élimination directe. À chaque tour, un tirage au sort est effectué pour déterminer les adversaires.

## Finale
La finale se joue le 1er avril 1900 à Rotterdam, le Velocitas Breda bat l'Ajax Leiden 3 à 1 et remporte son premier titre.